# AgustaWestland AW109
AgustaWestland AW109 je laki, višenamjenski, dvomotorni helikopter s osam sjedala izrađen u englesko-talijanskoj tvornici AgustaWestland. Prvi let kao Agusta A109 bio je 1971. godine. Helikopter se odmah dokazao kao laki transporter, u izvlačenju ozlijeđenih, pronalaženju i spašavanju te u vojnom korištenju.

## Dizajn i razvoj
U kasnim 1960-tim Agusta je dizajnirala A109 kao jednomotorni komercijalni helikopter. Ubrzo se uvidjelo kako je zrakoplovu potreban drugi motor te je 1969. redizajniran za dva Alisson 250-C14 turboosovinska motora. Projektirana vojna inačica (A109B) nije izrađivana a tvrtka je razvoj usmjerila na inačicu s osam sjedala A109C. Prvi od tri prototipa svoj prvi let imao je 4. kolovoza 1971. Slijedio je daljnji razvoj a prvi proizvodni helikopter izrađen je u travnju 1975. Isporuka je počela početkom 1976. godine. Zrakoplov je vrlo brzo postao uspješan te se počeo koristiti kao ambulantni i za potragu i spašavanje. Godine 1975. Agusta se ponovno vraća razvoju vojne inačice što između 1976. i 1977. godine rezultira s pet A109A helikoptera opremljenih s pet protutenkovskih projektila. Nakon toga razvijene su dvije inačice, jedna kao laki jurišni ili za blisku podršku a druga za pomorske operacije. Trup helikoptera izrađuje se u poljskoj tvornici PZL-Świdnik. U lipnju 2006. isporučen je 500. trup obilježivši tako 10-godišnju suradnju dviju tvornica.
U srpnju 2000. nakon spajanja talijanske tvrtke Augusta i engleskog Westland Helicoptersa u AgustaWestland, A109 mijenja ime u AW109

## Inačice
- A109A: prvi proizvodni model, pokretan s dva Allison Model 250-C20 turbo-osovinska motora. Prvi let bio je 4. kolovoza 1971.  Prvobitno A109 nosio je oznaku  "Hirundo" (Latin for the lastavica), ali je oznaka nakon nekoliko godina promijenjena.
  - A109A EOA: vojna inačica za Talijansku vojsku.
  - A109A Mk II: unaprijeđena inačica A109A.
  - A109A Mk.II MAX: inačica za izvlačenje ozlijeđenih bazirana na A109A Mk.II d s produženom kabinom i ulaznim vratima ovješenim gore i dole umjesto sa strane.
- A109B: neizrađivana vojna inačica.
- A109C: civilna inačica s osam sjedala, pokretana s dva Allison Model 250-C20R-1 turboosovinska motora. 
  - A109C MAX: inačica za izvlačenje ozlijeđenih bazirana na A109C s produženom kabinom i ulaznim vratima ovješenim gore i dole umjesto sa strane.
- A109D: izrađen samo jedan prototip.
- A109E Power: unaprijeđena civilna inačica, prvobitno pokretana s Turbomeca Arrius 2K1 motora. Kasnije je proizvođač ponudio opciju s dva Pratt & Whitney PW206C motora – obje podinačice nosile su oznaku A109E Power.
  - A109E Power Elite: inačica s produženom kabinom A109E Power. Inačica koju koristi RAF ima glass cockpit s dva kompletna seta pilotskih instrumenata i navigacijski sustav, uključujući trosmjerni autopilot, ILS i satelitski GPS. U prikaz na zaslonu uključeni su također pokretne mape, vremenski radar i sustav upozorenja na promet.[4]
  - A109LUH: Vojna inačica LUH (en.:"Light Utility Helicopter" bazirana na A109E Power. Inačicu koriste Ratno zrakoplovstvo Južne Afrike, Ratno zrakoplovstvo Švedske, Ratno zrakoplovstvo Novog Zelanda i Ratno zrakoplovstvo Malezije.
  - MH-68A: osam A109E Power zrakoplova korišteni su od strane Obalne straže SAD-a i helikopterske eskadrile Jacksonville kao naoružani helikopteri kratkog doleta od 2000. do 2008. godine kada su zamijenjeni s MH-65C Dolphins.[5]
- A109K: vojna inačica.
- A109K2: inačica za let na većim visinama i u uvjetima više temperature s ne uvlačivim podvozjem. Korišten je uglavnom kao policijski, za potragu i spašavanje i zračna ambulanta.
- A109M: vojna inačica.
  - A109KM: vojna inačica za let na većim visinama i u uvjetima više temperature.
  - A109KN: mornarička inačica.
  - A109CM: standardna vojna inačica.
  - A109GdiF: inačica za talijansku financijsku stražu.
  - A109BA : inačica izrađena za Ratno zrakoplovstvo Belgije.
- AW109S Grand: produžena inačica s unaprijeđenom kabinom s dva Pratt & Whitney Canada PW207 motora i s produženim i izmijenjenim dizajnom lopatica glavnog rotora u odnosu na inačicu Power.
- CA109: kineska inačica A109, proizvedena u Kini pod licencijom.
- AW109 Grand New (ili AW109 SP) : jedna inačica s IFR sustavom, sa sustavom za upozorenje i praćenje terenaTAWS i EVS sustavom (prijenos slike ispred pilota (en.: Enhanced flight vision systems)) prvenstveno za hitne medicinske potrebe.

## Tehničke karakteristike
Izvori podataka: www.agustawestland.com

Osnovne karakteristike
- posada: 1 ili 2 pilota
- dužina: 13,04 m
- visina: 3,50 m

Letne karakteristike
- najveća brzina: 154 knota, 285 km/h
- dolet: 964 km
- brzina penjanja: 9,8 m/s
- najveća visina leta: 6 000 m
- motor: Pratt & Whitney Canada 206C ili Turbomeca Arrius 2K1

## Vanjske poveznice
- AW109 Power page on Leonardocompany.com
- GrandNew page on Leonardocompany.com
- A109S presentation on BlueSkyRotor